# Supercoppa del Portogallo 2003 (hockey su pista)
La Supercoppa del Portogallo 2003 è stata la 21ª edizione dell'omonima competizione portoghese di hockey su pista. 
Il trofeo è stato vinto dal Barcelos per la terza volta nella sua storia.

## Squadre partecipanti
| Club     | Qualificazione                       | Partecipazioni precedenti (il grassetto indica la vittoria)                        |
| -------- | ------------------------------------ | ---------------------------------------------------------------------------------- |
| Porto    | Detentore della 1ª Divisão           | 1984, 1985, 1986, 1987, 1988, 1989, 1990, 1991, 1992, 1996, 1998, 1999, 2000, 2002 |
| Barcelos | Detentore della Coppa del Portogallo | 1992, 1993, 1996, 1999, 2001                                                       |

## Risultati
| Squadra 1 | Totale | Squadra 2 | Andata | Ritorno |
| --------- | ------ | --------- | ------ | ------- |
| Porto     | 3 - 5  | Barcelos  | 2 - 2  | 1 - 3   |

| Porto 29 ottobre 2003 Finale di andata | Porto | 2 – 2 | Barcelos |  |

| Barcelos 11 novembre 2003 Finale di ritorno | Barcelos | 3 – 1 | Porto |  |